# Additives Funktional
In der Stochastik ist ein additives Funktional (AF) ein stochastischer Prozess, der sich von einem anderen stochastischen Prozess (üblicherweise ein Markow-Prozess bzw. Feller-Prozess) ableitet und eine bestimmte additive Eigenschaft erfüllt. Wenn der Prozess stetig ist, dann wird das stetige additive Funktional oft mit CAF abgekürzt.

## Additives Funktional
Sei {\displaystyle X} ein kanonischer Feller-Prozess mit Zustandsraum {\displaystyle S} und assoziierter Endzeit {\displaystyle \zeta }. Weiter sei {\displaystyle {\mathcal {F}}} eine Filtration und {\displaystyle \theta _{t}} ein Shift-Operator, d. h. {\displaystyle \theta _{t}(Y_{s})=Y_{t+s}} für einen beliebigen Prozess {\displaystyle Y=(Y_{t})_{t\geq 0}}.
Ein additives Funktional von {\displaystyle X} ist ein nicht-absteigender und {\displaystyle {\mathcal {F}}}-adaptierter Prozess {\displaystyle F=(F_{t})_{t\geq 0}}, so dass {\displaystyle F_{0}=0} und {\displaystyle F_{\zeta \vee t}:=F_{\zeta }} sowie die additive Eigenschaft
{\displaystyle F_{s+t}=F_{s}+F_{t}\circ \theta _{s},\quad {\text{f.s.}},\quad s,t\geq 0}
erfüllt ist.

### Erläuterungen
Die letzte Bedingung sollte man als
{\displaystyle F_{s+t}(X_{u},u\geq 0)=F_{s}(X_{u},u\geq 0)+F_{t}(X_{s+u},u\geq 0),\quad {\text{f.s.}},\quad s,t\geq 0}
interpretieren.
Man kann {\displaystyle F} und {\displaystyle X} auch allgemeiner definieren, so dass nur die additive Eigenschaft erfüllt ist.

## Beispiele
- Sei {\displaystyle f} eine einfache, messbare Funktion auf {\displaystyle S}, dann wird der Prozess

{\displaystyle F_{t}:=\int _{0}^{t}f(X_{s})\mathrm {d} s,\quad t\geq 0,}
elementares additives Funktional genannt.
- Sei {\displaystyle f} wie oben und {\displaystyle F_{t}} ein stetiges additives Funktional, dann ist das stochastische Integral

{\displaystyle G_{t}:=(f\cdot F)_{t}=\int _{s\leq t}f(X_{s})\mathrm {d} F_{s},\quad t\geq 0,}
ein weiteres additives Funktional
- Die Lokalzeit eines Prozesses ist ein weiteres Beispiel.

## Potential eines additiven Funktionals
Für ein stetiges additives Funktional {\displaystyle F} und eine Konstante {\displaystyle \alpha } definieren wir das {\displaystyle \alpha }-Potential als
{\displaystyle U_{F}^{\alpha }(x)=E_{x}\left[\int _{0}^{\infty }e^{-\alpha t}\mathrm {d} F_{t}\right],\quad x\in S}
sowie für eine Funktion {\displaystyle f}
{\displaystyle U_{F}^{\alpha }f:=U_{f\cdot F}^{\alpha }.}